# Csószahegy
Csószahegy (románul: Ciosa) település Romániában, Erdélyben, Beszterce-Naszód megyében.

## Fekvése
Borgótiha mellett fekvő település.

## Története
Csószahegy korábban Borgótiha része volt. 1956-ban vált külön településsé, 257 lakossal. 1966-ban 300, 1977-ben 341, 1992-ben 244, a 2002-es népszámláláskor pedig 238 román lakosa volt.